# Kiszombor megálló megállóhely
Kiszombor megálló megállóhely egy Csongrád-Csanád vármegyei vasúti megállóhely Kiszombor településen, a MÁV üzemeltetésében. A település belterületének északkeleti szélén helyezkedik el, a 43-as főút és a 43 107-es számú mellékút keresztezése közelében, közúti elérését egy, az utóbbiból kiágazó önkormányzati út biztosítja.

## Vasútvonalak
A megállóhelyet az alábbi vasútvonalak érintik:
- Kétegyháza–Újszeged-vasútvonal

## Kapcsolódó állomások
A megállóhelyhez az alábbi állomások vannak a legközelebb:
- Kiszombor megállóhely (Kétegyháza–Újszeged-vasútvonal)
- Makó vasútállomás (Kétegyháza–Újszeged-vasútvonal)

## Forgalom
| Járat        | Útvonal | Gyakoriság |
| ------------ | --- | ---------- |
| személyvonat | Békéscsaba – Kétegyháza – Bánkút – Medgyesegyháza – Magyarbánhegyes – Mezőkovácsháza felső – Mezőkovácsháza – Végegyháza – Végegyháza alsó – Belsőkamaráspuszta – Mezőhegyes – Csanádpalota – Nagylaki Kendergyár – Nagylak – Magyarcsanád – Apátfalva – Makó – Kiszombor megálló – Kiszombor – Deszk – Szőreg – Újszeged | Napi 2 pár |